# Tuti Furlán
María del Rosario "Tuti" Furlán Urrutia (Ciudad de Guatemala, 5 de octubre de 1978) es una conductora de radio y televisión, videobloguera, psicóloga clínica, actriz, conferencista, empresaria y escritora guatemalteca. Ingresó al mundo de las comunicaciones en 1999. Su mensaje está enfocado en la motivación a través del positivismo y la alegría. Se ha caracterizado por compartir de forma pública, a través de medios de comunicación, procesos de su vida personal como su casamiento y sus embarazos. Es fundadora y directora de la organización guatemalteca Iniciativa-T, misma que pretende generar un cambio positivo en la sociedad latinoamericana. 
Produce contenido para su canal de YouTube "Vivir a Colores", en el cual comparte historias y reflexiones personales en torno a situaciones cotidianas buscando hacer reflexionar a la audiencia para mejorar su vida.
Considerada una de las ocho mujeres más influyentes en las redes sociales en Guatemala, es generadora de contenido en diferentes formatos, que incluyen videoblogs, televisión, revistas, libros y eventos. 
Con el concepto de “Vivir a Colores”, Tuti comparte ideas y herramientas que ayudan a su audiencia a aprovechar las cosas positivas que ya existen en su vida, para que puedan vivir más felices.
Sus contenidos forman parte de la programación de medios de comunicación en países como Guatemala, Estados Unidos y México. En diciembre de 2018 le otorgaron "La Medalla de la Paz", reconocimiento entregado en la Ciudad de Guatemala a personalidades destacadas.

## Biografía
Su recorrido artístico profesional inicia formalmente en el teatro de su país a sus 16 años, destacándose posteriormente en participaciones y puestas en escena junto a los mejores actores, actrices y directores de Guatemala. De allí salta a la radio, donde empieza a cautivar con sus espontáneas y contagiosas carcajadas. Posteriormente ingresa al mundo de la televisión como presentadora de noticias y conductora de programas de entretenimiento en canales nacionales y los primeros canales con producción local en cable, mientras al mismo tiempo llevaba sus estudios de psicología clínica y el teatro. Más adelante decide salir de Guatemala para formarse en España en actuación cinematográfica, y a su regreso es contratada por una de las cadenas radiales más importantes de su país (Emisoras Unidas de Guatemala) para el programa matutino estrella A Todo Dar, donde destacó por su risa y positivismo, además de sus interpretaciones de diversos personajes y voces. Dos años después es convocada para formar parte estelar de la telerevista matutina Viva la Mañana, en donde trabajó durante siete años. En marzo de 2013 se convierte en conductora de Un Show con Tuti, el primer talk show televisivo producido en Guatemala y conducido por una guatemalteca. Se transmitió a través del canal Guatevisión hasta septiembre de 2017. En 2016 inicia el video blog Vivir a Colores en YouTube.

## Un Show con Tuti
En julio de 2012, Tuti Furlán decide abandonar el show matutino Viva la mañana para iniciar un nuevo proyecto televisivo, el cual fue apoyado y transmitido por Guatevisión. “Un Show con Tuti” nace en marzo del 2013 y abordaba diferentes temas, casos e historias, a través de entrevistas y personajes. 
Entre los personajes más relevantes que han asistido a “Un Show con Tuti” se encuentran:
- Ismael Cala
- Don Francisco
- Ricardo Arjona
- Gaby Moreno
- Luis von Ahn
- Fonseca (cantante)
- One Wiza
- Espinoza Paz
- Jarabe de Palo
- Diego Verdaguer
- César Millán
- Yordi Rosado
- José Luis Perales
- Raúl Di Blasio
- Dulce María
- Álex Lora
- Alexa
- Andrés López
- Mauricio Henao
- Antonio Carmona
- Harris Whitbeck, Jr.
- Carlos Rivera
- Pandora (grupo musical)
- Chris Gardner

## Otras actividades
Además de su trayectoria en medios de comunicación, Tuti Furlán se dedica a otras actividades en los campos de motivación y superación personal. Fundó la empresa Iniciativa T en el 2009, la cual genera contenidos que pretenden ser útiles para los usuarios. A través de esta organización, Tuti se ha dedicado a dar conferencias, publicar libros, producir podcasts y organizar eventos con temáticas afines a los valores de la empresa y a ella misma.[cita requerida]